# Adamův most

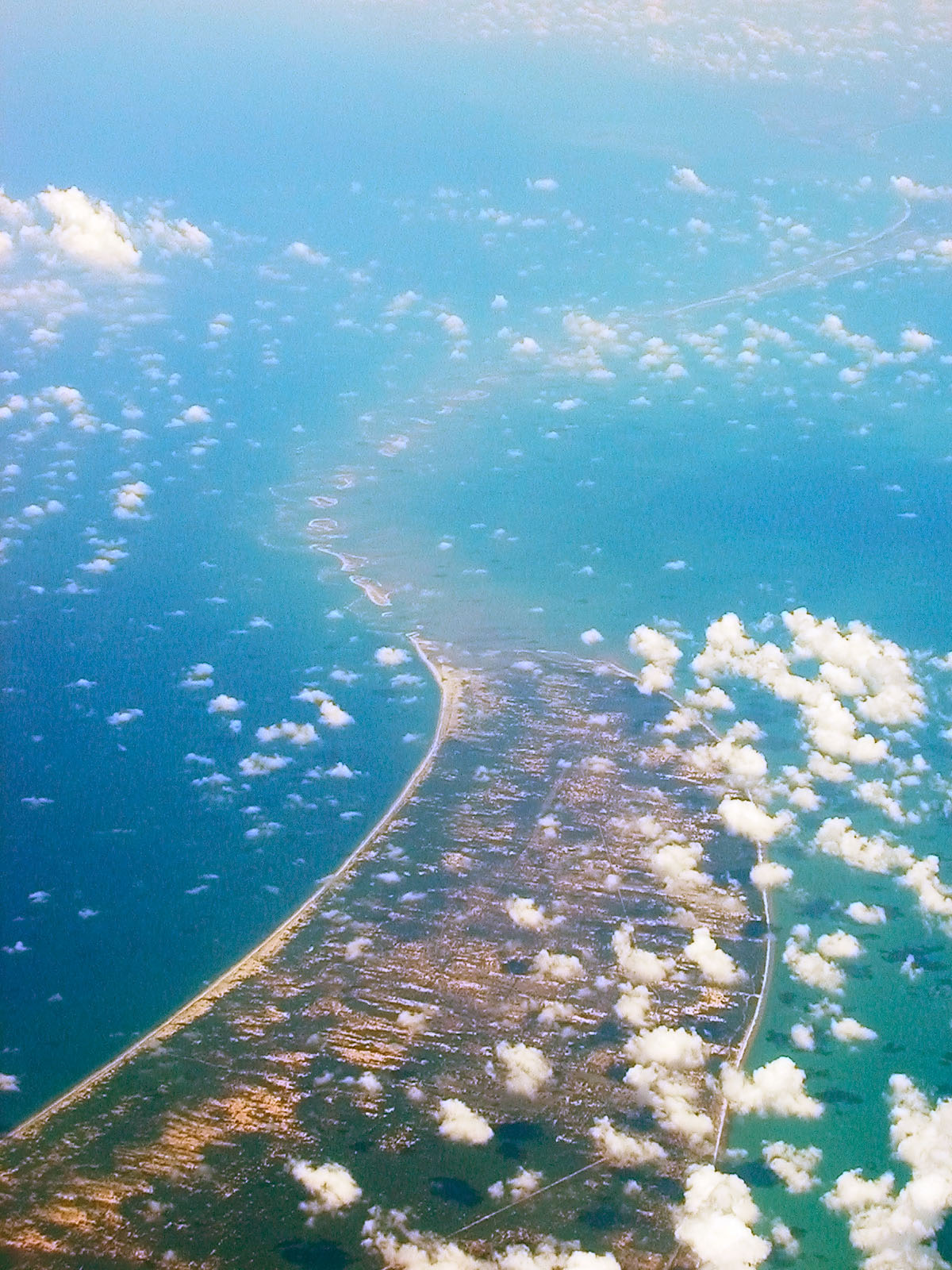
Adamův most z letadla

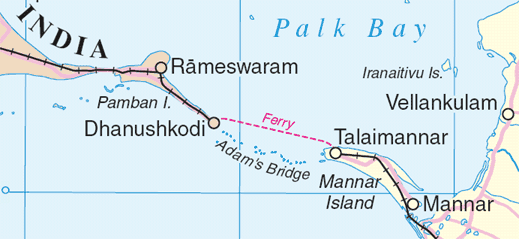
Adamův most na mapě

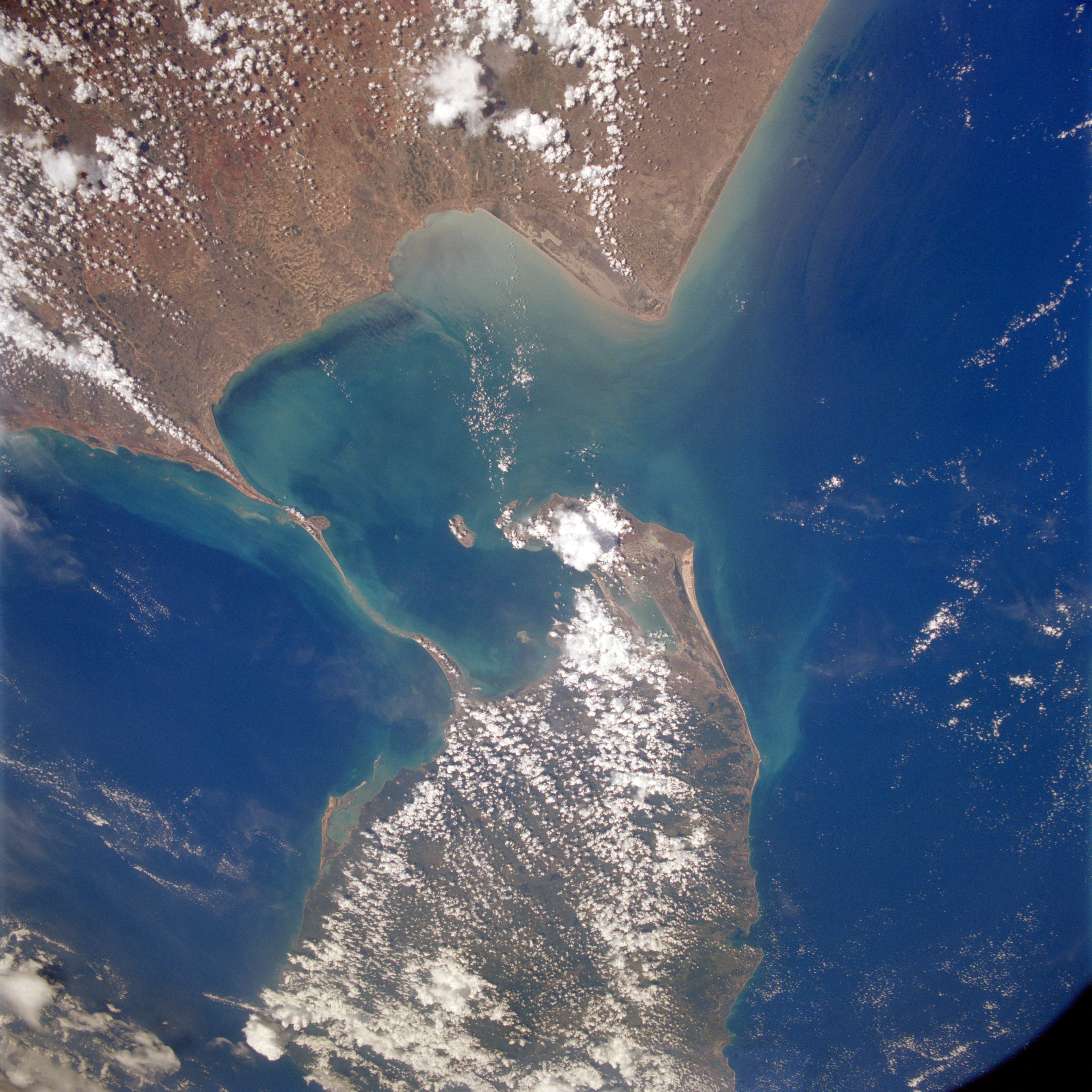
Satelitní foto NASA - Srí Lanka je vpravo dole, kontinentální Indie vlevo nahoře, uprostřed Rámův most

Adamův most, také nazývaný Rámův most nebo Rama Setu (ze sanskrtského राम सेतु) je řetěz korálových mělčin táhnoucí se mezi ostrovem Manar u severozápadního pobřeží Srí Lanky a ostrovem Raméšvarám u jihovýchodního pobřeží Indie. „Most“ je 48 km dlouhý a odděluje Mannárský záliv na jihozápadě od Palkova zálivu na severovýchodě.
Některé písčiny vystupují nad vodní hladinu, protože moře v oblasti je velmi mělké. Do 15. století bylo možné po „mostě“ přejít suchou nohou. Podle chrámových zpráv ho poškodil až silný cyklon v roce 1480.
Nyní spojuje ostrov Raméšvarám u indického pobřeží s pevninskou Indií Pambanský most.

## Mytologie
Pojmenování Rámův most odráží jednu z pověstí o jeho vzniku. Podle hinduistické mytologie, konkrétně eposu Rámájana, byl most zbudován na Rámovu žádost jeho spojenci (opičí armádou). Most byl zbudován na plovoucích píscích, ale bohové později ukotvili skály do mořského dna, čímž vytvořili současný řetěz skalnatých mělčin. Tak pomohli Rámovi zachránit jeho manželku Sítu, unesenou králem démonů Rávanou, který se potom stal vládcem Lanky.

## Spor o vznik
V roce 2007 se indická vláda rozhodla prokopat skrz Adamův most kanál, čímž by se cesta lodí podél pobřeží Indie zkrátila o více než třicet hodin. Tento plán však vyvolal silný odpor hinduistických organizací, které argumentovaly, že nelze ničit „most“, který je podle nich dílem bohů. Indický Nejvyšší soud na základě odborných posudků rozhodl, že most byl stvořen přírodními procesy. Jako reakci na toto rozhodnutí odvolala indická ministryně kultury Ambika Soníová dva ředitele archeologického ústavu, kteří vypracovali odborné posudky a pohrozila demisí, pokud by se za ně premiér zasadil.
Média jako Hindustan Times, Vaishnava News Network a Indolink již dříve prohlašovala, že most je důkazem pravdivosti událostí vyprávěných v Rámájáně. Podle nich je most starý 1 750 000 let a dokazuje tím tedy zároveň přítomnost lidí v oblasti již v této době. Kromě satelitních snímků NASA uvádějí několik geologických argumentů jako důkaz svých tvrzení. Nicméně NASA se distancuje od tvrzení podporujících tuto teorii. Podle NASA není „most“ nic víc než přírodní řada mělčin a není zde žádný důkaz svědčící o lidské přítomnosti dříve než před 350 000 lety.
Existují různé názory ohledně stáří mostu a jeho vzniku:
- Rámův most je pouze 3500 let starý[7]
- Rámův most není přírodní útvar[8]
- The Hindu také publikoval zprávu, že most je přírodní útvar a nevytvořil ho člověk[9]
- Rámův most je přírodní útvar: NASA sdělila, že most je pouze formace písečných prahů a skal[10]